# Mirzapur (huyện)
Huyện Mirzapur là một huyện thuộc bang Uttar Pradesh, Ấn Độ. Thủ phủ huyện Mirzapur đóng ở Mirzapur. Huyện Mirzapur có diện tích 4522 ki lô mét vuông. Đến thời điểm năm 2001, huyện Mirzapur có dân số 2114852 người.